# پسر من (ترانه بیلی آیلیش)
«پسر من» (انگلیسی: My Boy) ترانه‌ای از خواننده و ترانه‌پرداز آمریکایی، بیلی آیلیش است. این ترانه توسط دارک‌روم و اینترسکوپ رکوردز به عنوان ششمین تک‌آهنگ از نخستین آلبوم چندآهنگه (ئی‌پی) آیلیش به نام به من لبخند نزن (۲۰۱۷) منتشر شد. آیلیش به همراه برادرش فینیس اوکانل متن ترانه را نوشته است و تهیه‌کنندگی ترانه را برادرش انجام داده است. «پسر من» ترانه‌ای پاپ با تنظیم آهنگ متأثر از جاز است و به شدت از پسرانی که قلب آیلیش را شکسته‌اند، الهام گرفته است.

## جدول‌های موسیقی
| جدول (۲۰۱۹)                                         | بالاترین جایگاه |
| --------------------------------------------------- | --------------- |
| فروش ترانه دیجیتال آلترناتیو ایالات متحده (بیلبورد) | ۲۰              |

## گواهی‌نامه‌ها
| منطقه                                   | گواهی     | واحد گواهی‌شده/فروش |
| --------------------------------------- | --------- | ------------------ |
| استرالیا (آی‌اف‌پی‌آی استرالیا)            | ۲× پلاتین | ۱۴۰٬۰۰۰            |
| اتریش (فونوگرافی اتریش)                 | طلا       | ۱۵٬۰۰۰             |
| برزیل (پرو موزیکا برزیل)                | پلاتین    | ۶۰٬۰۰۰             |
| کانادا (میوزیک کانادا)                  | پلاتین    | ۸۰٬۰۰۰             |
| دانمارک (آی‌اف‌پی‌آی)                      | طلا       | ۴۵٬۰۰۰             |
| لهستان (زدپی‌ای‌وی)                       | طلا       | ۱۰٬۰۰۰             |
| پرتغال (انجمن صنفی گرامافون)            | طلا       | ۵٬۰۰۰              |
| اسپانیا (سازنده‌های موسیقی)              | طلا       | ۳۰٬۰۰۰             |
| بریتانیا (بی‌پی‌آی)                       | طلا       | ۴۰۰٬۰۰۰            |
| ایالات متحده (آرآی‌ای‌ای)                 | پلاتین    | ۱٬۰۰۰٬۰۰۰          |
| رقم فروش+پخش جاری تنها بر پایهٔ گواهی‌ها. |           |                    |

## تاریخچه انتشار
| منطقه | تاریخ         | فرمت(ها)              | ورژن           | ناشر              | منابع  |
| ----- | ------------- | --------------------- | -------------- | ----------------- | ------ |
| مختلف | ۲۸ ژوئیه ۲۰۱۷ | دانلود دیجیتال استریم | اریجینال       | دارک‌روم اینترسکوپ | [ ۱۲ ] |
| مختلف | ۹ مارس ۲۰۱۸   | دانلود دیجیتال استریم | تروی‌بوی ریمیکس | دارک‌روم اینترسکوپ | [ ۱۳ ] |